# 磯 (京丹後市)
磯（いそ）は京都府京丹後市網野町の地名。大字としての名称は網野町磯（あみのちょういそ）。地区の北側一帯が山陰海岸国立公園に含まれる、東経135度の子午線が通る集落である。静御前の生誕地として知られ、多くの関連史跡が残る。

## 名称
地名のイソは、日本海に面し後背を山に囲まれた水際の集落の立地から、磯浜の磯であるとみられる。一方で、宮津市の阿蘇海のソと同じく新羅の原号「ソラプル」の「ソ」からきており、近在の加茂神社、白滝神社など新羅に縁ある史跡が集中する地域であることから、新羅由来とする説もある。

## 地理

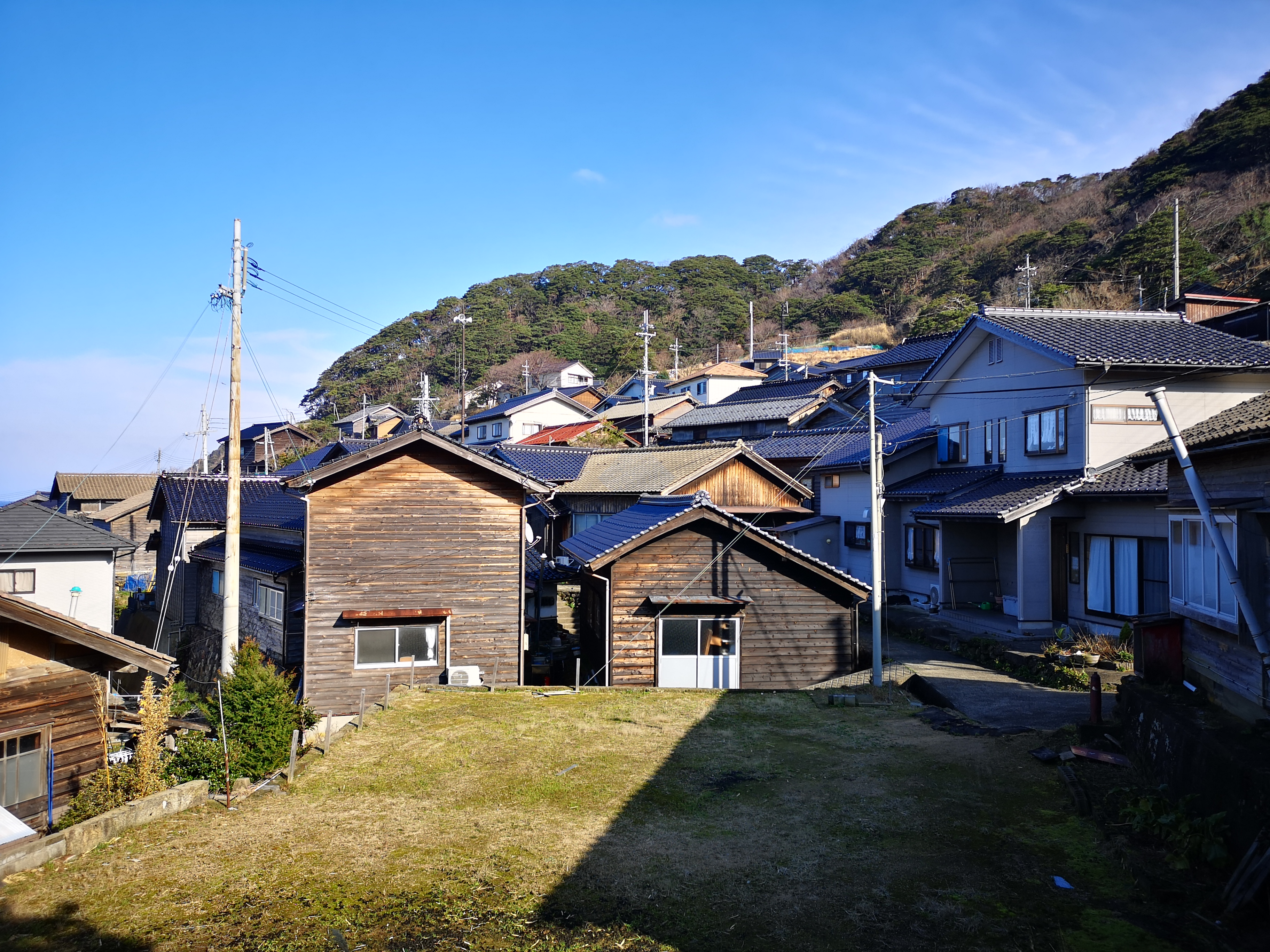
磯区内

丹後半島の豊岡、久美浜、峰山を結ぶ国道よりもおおむね北側の地層は、海岸段丘がよく発達し、東の方ほど海面より高くなっている。その、最も高い場所を虫ヶ尾山（305 m）と呼び、旧網野町の集落は、その山の周囲を取り囲むように展開している。磯は、そのなかで最も北に位置し、日本海に面する。山陰海岸国立公園の一部にあたり、南は山で覆われ、地区の大部分を山林が占める。東に網野町浅茂川、西に網野町塩江に接し、地区内を東経135度の子午線が通る。
集落は、小さな宅地が重なりあって一塊となり、崖にへばりつくように形成されていて、古老は「磯に嫁入りするには梯子を忘れるな」と語ったといわれる。その集落の中央部を切るように、東西に京都府道665号木津網野線が走る。

## 歴史

### 先史
この地域ではじめに集落が形成されたのは、相似谷川が日本海にそそぐ辺りとみられる。相似谷川の下流のほか、とくに庵山に多くの古墳が確認されており、その形状は直径8メートルないし15メートルのものが南北に3個ずつ並んでいるのが特徴とされる。庵山は古代と近世に二度、山津波を起こしており、明治の初め、その土砂でできたと伝わる場所に磯小学校を造成した際、土器や鍬等が多数出土した。

### 中世 - 近世

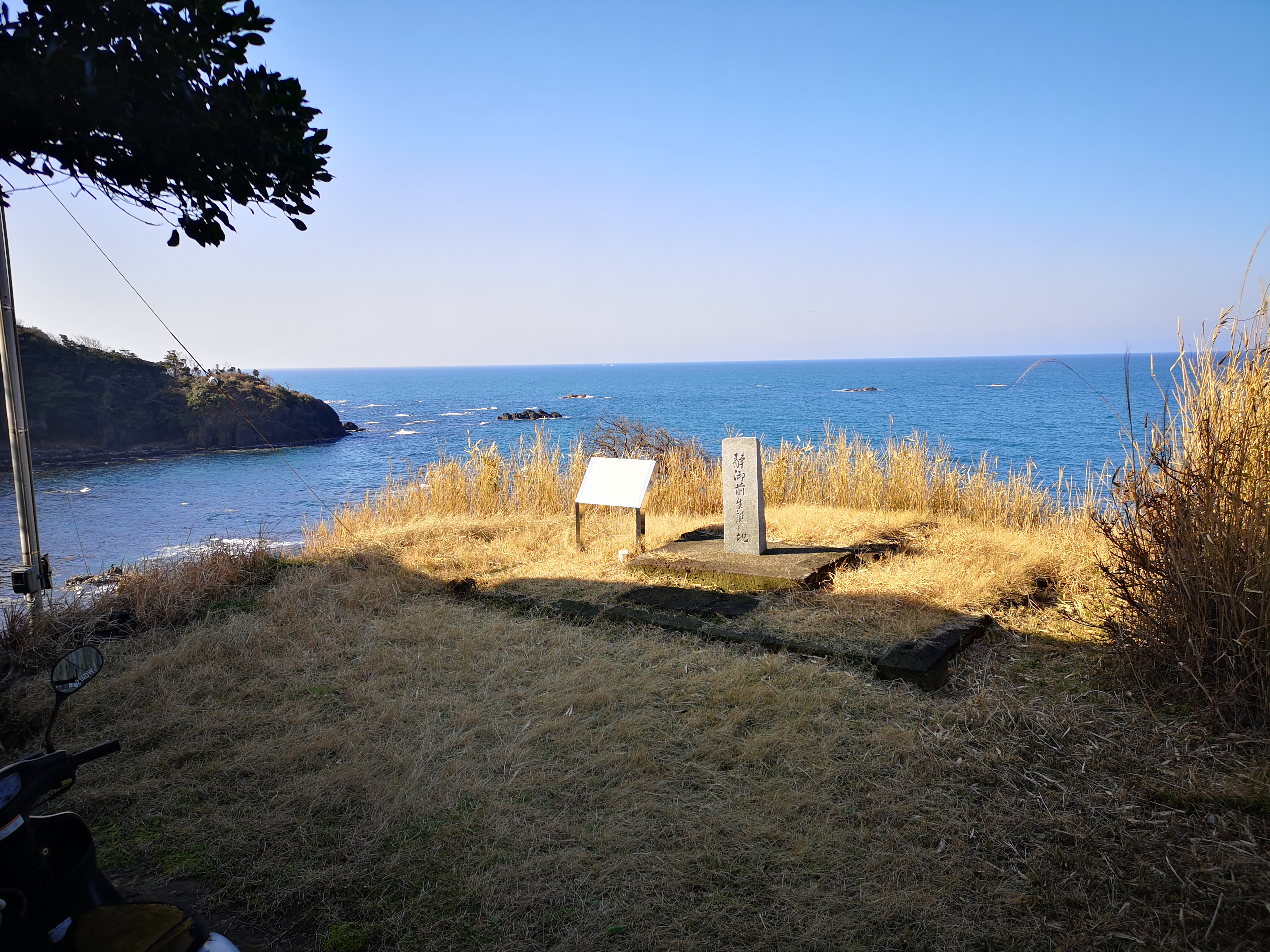
静御前生誕の地

『宮津府志』によれば、静御前とその母である磯禅師の出生地とされる。静は6歳で母と共に上京して祇園の白拍子となり、18歳で源義経に見初められてその妻となったと伝わる。28歳の年の1190年（建久元年）に義経が奥州平泉で討死すると、鎌倉の源頼朝方に捕らえられたが、許されてひそかに郷里である磯に戻り、言い寄る源氏の郎党を退けて幸薄い余生を送ったと伝えられる。
没後、磯にはその菩提を弔うべく小社が建立され、静神社と名付けて静御前を祀る。この小社はのちに現在地に移転したが、北丹後地震まで祀られていたもともとの場所は、静御前の生誕地とされる岡地であるという。『竹野郡誌』が伝えるところでは、もともとは古富村に磯野氏という一族が3戸あり、当時は川東とよばれた小屋谷に居を構えていたが、生活に不便な土地だったため、やや東南に位置する大成に移住し(この時15戸)、その後さらに岡地に移住した7戸のなかに、静の父・磯野善次がいた。
中世、山陰地方はすでに大陸との交通や貿易の要衝として開かれており、また、潮流に乗った外国の難破船もしばしば磯に漂着した。静の父をはじめ磯野衆は、漁業と農耕を兼ねつつ、海運にも携わることで生計を立てていたとみられる。
磯は、歴史的には、木津庄（きつのしょう）の一部である。木津庄は、古代の木津郷の地に拓かれた荘園と考えられ、室町時代には上賀茂神社の社領であったと思われるが詳細は不明とされる。慶長検地郷村帳では磯村のほか熊谷村、岡田村、浜爪（浜詰）村、塩井（塩江）村が含まれた。
木津庄は、江戸時代の約300年間に宮津藩領から幕府領へ、再び宮津藩領へと明治を迎えて宮津県となるまで再三再四所領が変遷するが、宮津藩領であった1617年（元和元年）、京極高広が巡国の際に同地の静神社の由来を土地の者に尋ね、惣左衛門なる海人が持参した箱に、源義経が吉野山から送った磯野惣太宛の消息があったことから、木津庄から磯村として一村を独立させたと、『丹後旧事記』は伝える。なお、この消息は1782年（天明2年）の大火で失われており、定かではない。
磯村としての記録は、近世、慶長検地郷村帳に木津庄の内として記載されるのが、現存する最古の記録とみられる。その後、延宝3年郷村帳では磯村の村名は記されておらず、96,409石の木津庄浜分に含まれると考えられている。1681年（天和元年）宮津領村高帳にも村名はみえず、74,328石の木津庄浜分に含まれると考えられている。

### 近代
1888年（明治21年）、西に隣接する塩江村とともに浜詰村に合併される。磯村漁師は塩江村漁師ともども浜詰村の砂場沖より漁に出るようになったため、浜詰村漁師との間に諍いが生じ、1890年（明治23年）に裁判によって和解した。
1903年（明治36年）磯 - 浅茂川間の海岸道路が完成する。この道路はのちの北丹後地震ではひび割れやがけ崩れが多発し、歩行も困難な状況となるが、磯に隣村との陸路が拓かれた最初の例とみられる。1904年（明治37年）には、村民5名が日露戦争に出兵し、うち2名が戦死・戦病死した。終戦後、磯では、赤岩に小屋を建ててダイナマイトで爆破したり、古い舟を飾り立てて村内を引き廻して戦勝を祝った。
磯の民家はこの頃、多くが茅葺、または藁葺き屋根であったため、ひとたび火災が起きれば、家屋が密集した集落の類焼はいちじるしく、しばしば大火に見舞われた。1912年（大正元年）の大火では、村内20戸が焼失した。翌1913年（大正2年）から1917年（大正6年）にかけて、学校林や奥山に杉苗や檜、松、桐などあわせて7,650本の植林が行われた。
1915年（大正5年）5月、磯小学校の奨学支援制度により大学進学を果たした溝尻房蔵が、当時世界一といわれた反射鏡を発明して著名となり、皇太子だった昭和天皇が工場を見学、発明品をみてお褒めの言葉を賜ったという。これを祝い、磯小学校と浜詰小学校では当日を臨時休校とした。1919年（大正8年）、磯小学校を会場に初めての区民運動会が開かれ、夜には行灯行列や赤岩に火を灯して城焼きの余興が行われた。
1920年（大正9年）頃から村に自転車が登場し、乗る人があらわれるようになる。1922年（大正11年）10月10日に磯ではじめての電灯が灯り、近代化がすすんだ。
1927年（昭和2年）3月7日の北丹後地震で、一帯は大きな被害を受ける。70戸あまりのうち半数が全半壊し、藁葺きの家が多かったため、倒壊しなかった家屋も火事でほとんど全焼、火災による被害の大きさは近隣の浜詰村や塩江村と比べても群を抜いていた。磯村では死者20名、重傷者14名、軽症者62名を出した。磯は、風が強く吹くため、降雪があっても屋根の雪はすぐに溶け、雪下ろしの必要がない土地である。しかし、この年は珍しく大雪があり、2月26日から3日降り続いた雪がまだ平地にも残り、家屋周辺では屋根から滑り落ちた雪が庇まで積もっていた。7日当日は好天に恵まれて海は凪ぎ、漁師は全員出漁して、帰港するかしないかの頃合いに起きた惨事であったと伝えられる。震災後、再建された家々はみな瓦葺きとなった。

### 現代

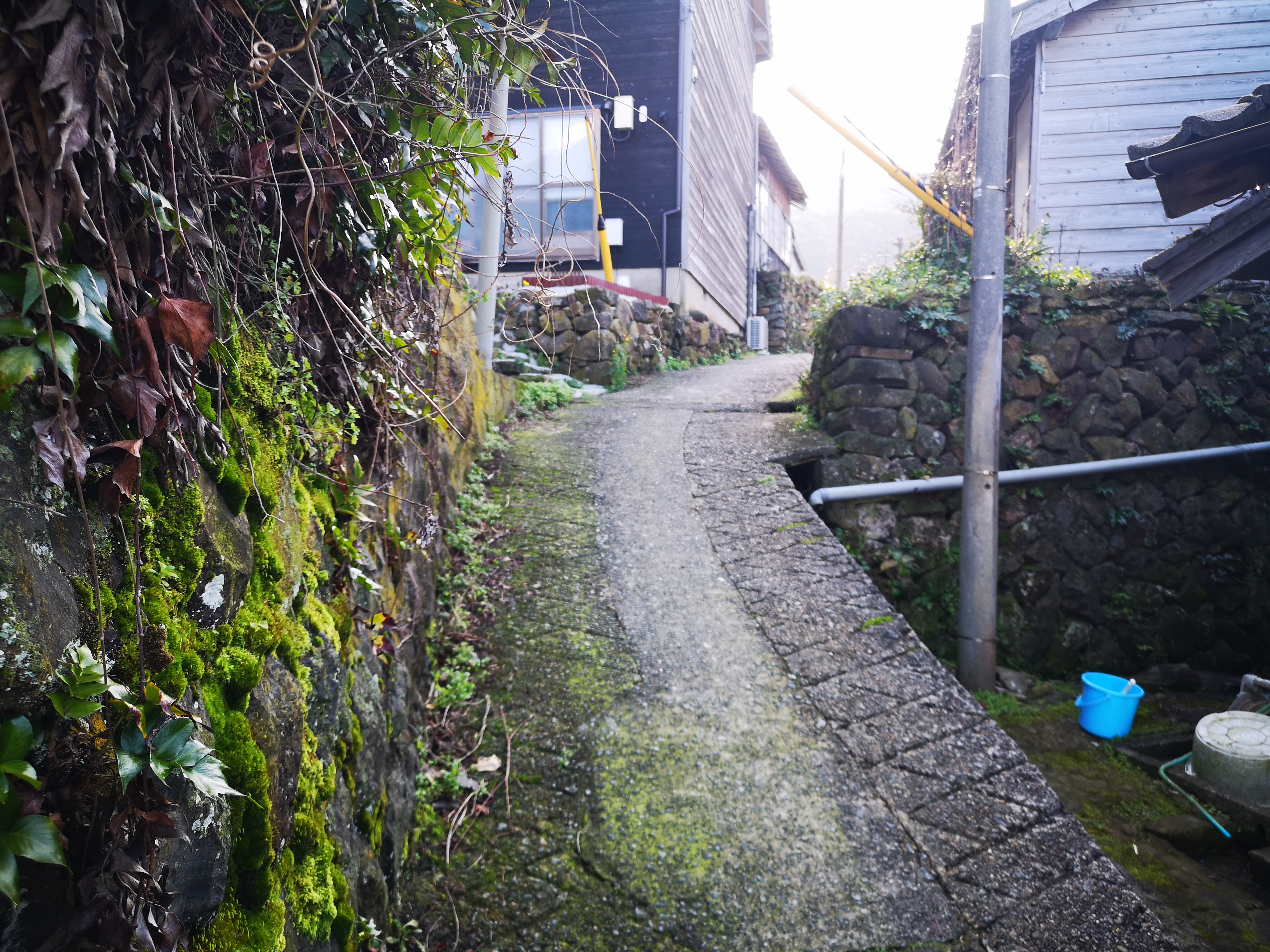
磯区内

太平洋戦争中、磯では1937年（昭和12年）8月25日に初めて招集があり、1945年（昭和20年）の終戦までに18歳から39歳までの17名が戦地で死亡した。
1950年（昭和25年）、島津村、木津村とともに、磯を含む浜詰村は町村合併によって網野町となり、磯は網野町の大字となる。初代の磯の町会議員は水元芳郎が一期を務め、民生委員に松本勇太郎が就任した。1951年（昭和26年）、磯小学校に初めての電話が架設され、1954年（昭和29年）には白黒テレビと、区民の投資により放送設備が備えられた。この頃の磯では、オートバイに加えて、自動車も年々よく走るようになっていたという。磯区住民の自動車は、1964年（昭和39年）の時点で21台となった。1961年（昭和36年）には磯区内で町の水道が完成し、1962年（昭和37年）に完工式が行われた。磯には井戸を持つ家はなかったので、各家に簡易水道がひかれるようになる以前は、静神社の裏に流れる神谷川に水汲みや洗濯にいき、のちに村内2、3カ所に作られたコンクリート製の山水貯水場で生活用水を得ていた。
丹後地方の山間部集落各地に甚大な被害をもたらした1963年（昭和38年）のサンパチ豪雪では、磯の平地でも積雪が2メートルに達して車という車が使えず、橇や肩に荷を担いで徒歩で網野まで出たという。
磯漁港では、1963年（昭和38年）に施工費600万円を投じて堤防が築かれ、完成した。その後、1982年（昭和57年）に防波堤が完成した。平成元年、磯集会所が完成する。
2004年（平成16年）の町村合併で京丹後市の大字となった。

## 村組、世帯数、人口

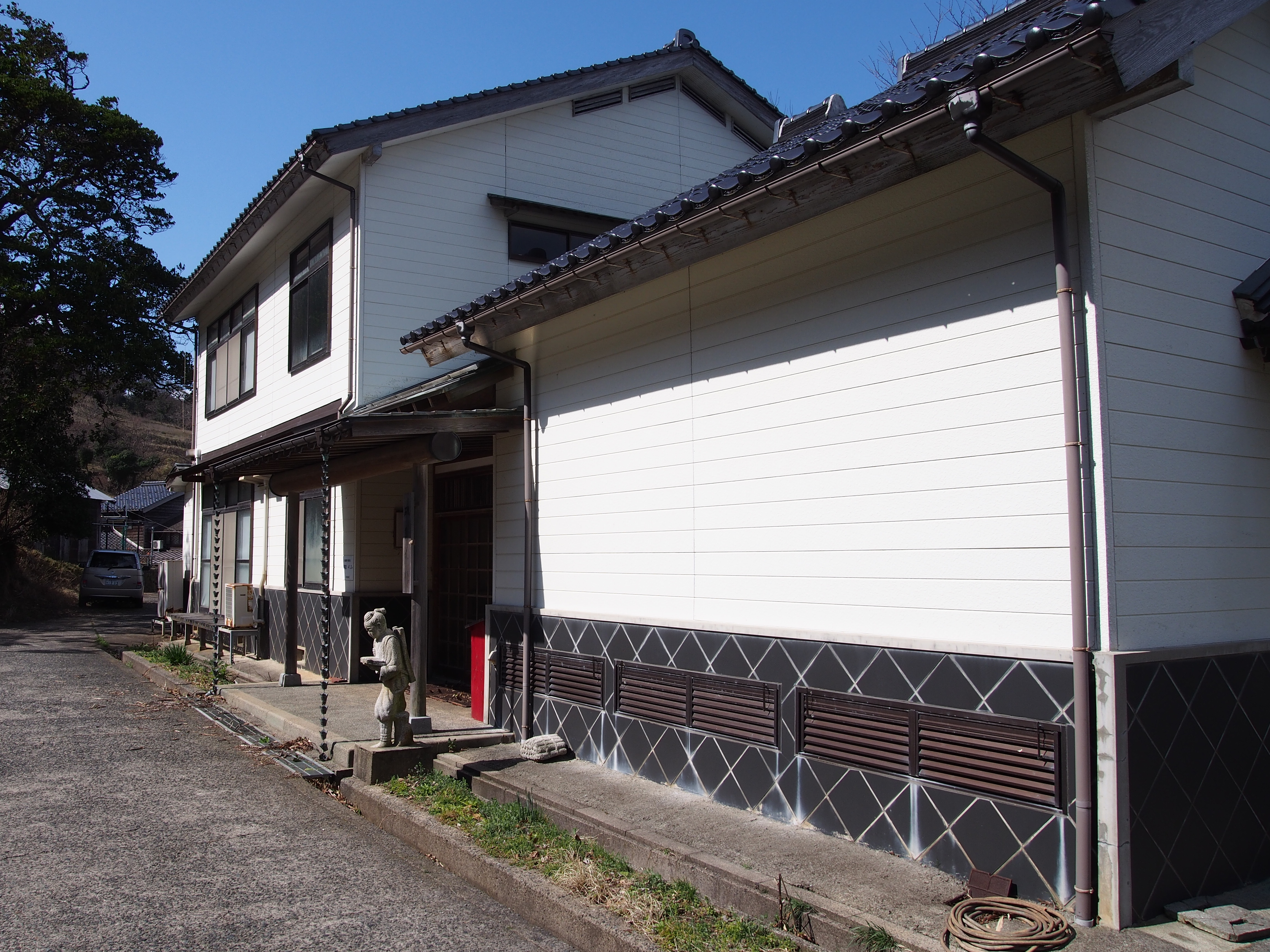
磯区集会所

天明年間（1781年 - 1789年）に60数戸、1868年（明治元年）には72戸が居住し、当時としては大きな集落であったという。
1927年（昭和2年）の北丹後地震時点では、明治初期とそう変わらず70戸あまりが暮らしていたが、震災後、浅茂川や都市部への離村が進み、1950年（昭和25年）に網野町と合併した時点で50戸余りに数を減らしていた。
1970年代後半の記録では、45世帯、227人が居住し、2007年（平成19年）時点で33戸まで減少した。
21世紀における集落は、府道浜詰網野線をはさんで海岸側と山側のそれぞれの段丘上に展開する。大正時代には東組・中組・西組の3組にわかれ、組対抗の運動会などが行われた。各組それぞれに2つの隣組があり、正月七日の講などはこの6組の隣組単位で行われたというが、21世紀には戸数を減らしたため、平均6戸から成る5組の隣組で講が開かれている。

## 産業

### 漁業

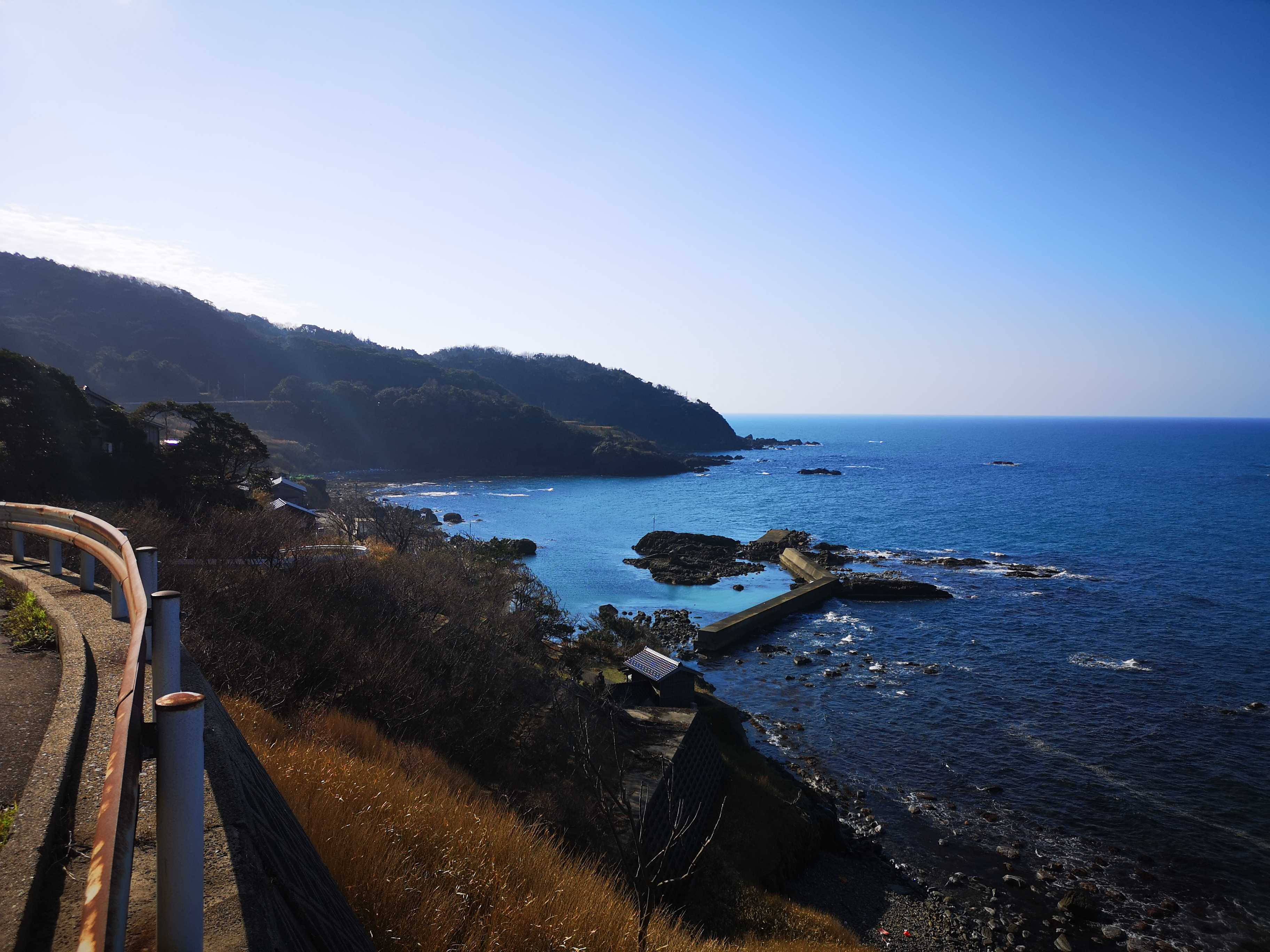
浅茂川方面から臨む 磯の漁港

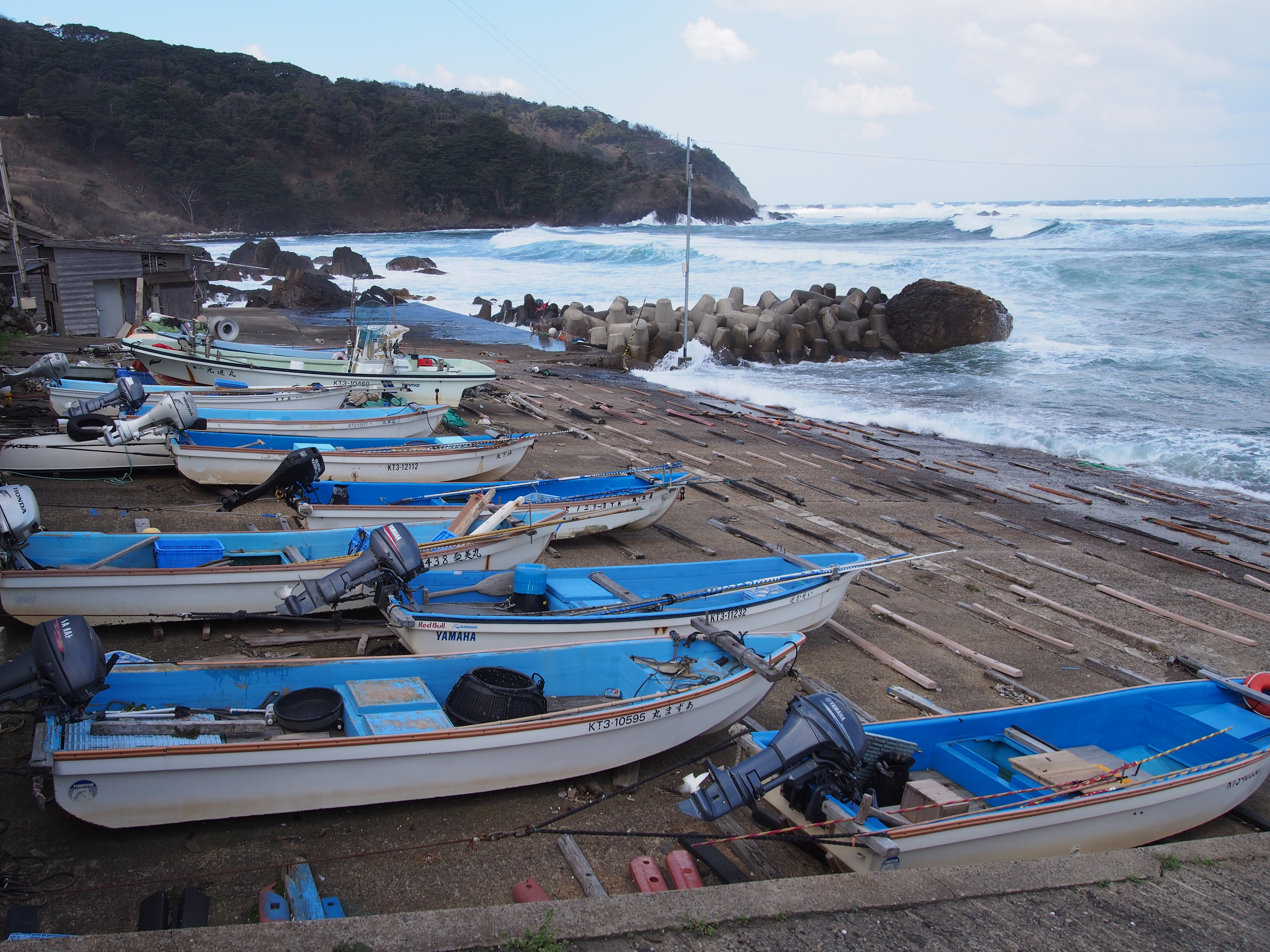
磯の港

古くから浅海漁業を主とする漁村集落である。ワカメ、海苔、サザエ、アワビなどの水窺鏡漁法はとくに盛んに行われ、相以谷若布がとくにしられる。沖合漁業もよく行われ、近在に高クリと呼ばれる好漁場をもつ。磯沖は丹後の海の宝庫とされ、兵庫県方面からの漁船もここを漁場とした。近世以前から様々な漁法が行われたと口伝されるが、文献による資料は1782年（天明2年）3月の大火で失われ、残されていない。中世以前、集落が小屋谷にあった時代には、祖父谷の黒岩の西に船着き場があったとされるが、静御前の父ら・磯野衆の時代に大成に移住すると入艘の浜を船着き場とした。本浜を漁港とするようになったのは、江戸時代の末期以降とみられる。
磯浜から沖をみて、磯の人々が認識している村の海と外海の境界を「間口（まぐち）」といい、ここに波が立っているときに帰港するとするのは危険であるとして、加茂神社と愛宕社の2カ所から狼煙を上げて沖に知らせた。狼煙を見たら磯浜に戻ることはせず、間人などに寄港した。
1904年（明治37年）頃から、対馬方面にも出漁していた記録が残る。
1914年（大正4年）の記録によれば、当時の漁船の出漁形態と数は、柔魚一本釣20艘、鯖一本釣20艘、鯛一本釣13艘、こむぎ魚一本釣13艘、水覗鏡漁30艘のほか、鯛延縄漁などである。この当時の磯の漁師は、帆と櫓のみの漁船で5 - 10海里の沖合で漁をしていたため、天候の急変による海難にも多く見舞われた。1914年（大正3年）には5艘の漁船が遭難し、村民7名が水死する惨事となった。

### 農工業

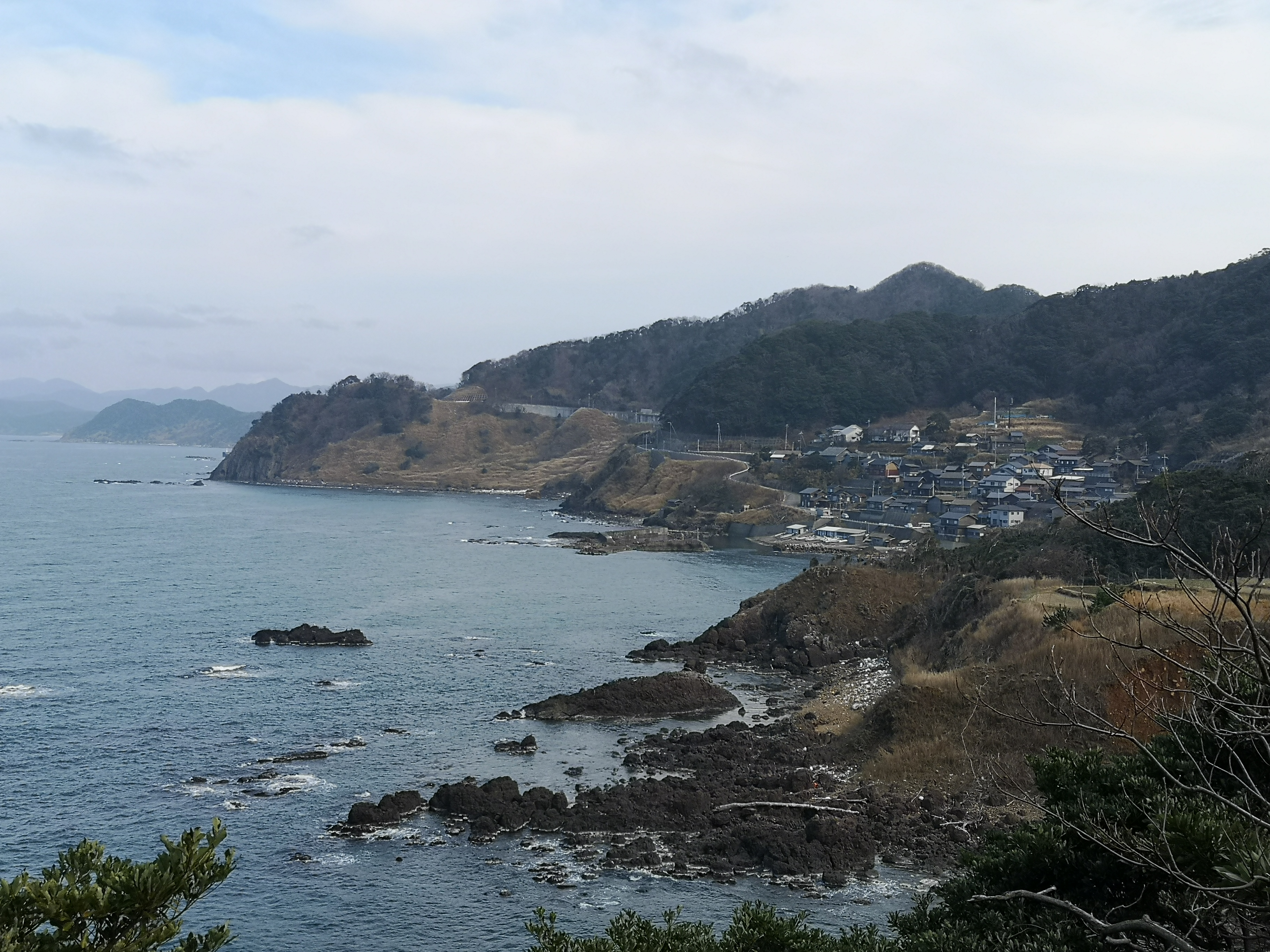
塩江方面からみた磯の海と集落

漁業がさかんな磯でも、自活の必要性から、少ない土地を切り拓いての農耕も行われた。近世には数百人が暮らした集落であるのに対して耕作面積の少ない磯では山の頂上にいたるまで耕作され、狭小地にも石積みし、土手を築いて田畑とした。おもに大麦と甘藷を育てていたとみられる。
昭和期以降は梨の栽培もおこなわれた。山風の吹かない場所を選んで開墾し、おもに二十世紀梨を50から60本植えたという。21世紀初頭には樹齢100年におよぶ老樹をもつ家もあるが、当初5～6戸で始まった梨栽培も、2戸を残すのみとなった。
近代、この集落に特徴的な産業に、「掛草制度」があった。現金収入の一助として、村をあげて夏草を刈り、舟で他村に運んで販売した。磯の草は塩分を含んで腐りが早く、田の肥料草として良質で重宝された。
近代以降では、丹後ちりめんに代表される織物業が盛んに営まれるようになり、農業漁業は兼業に移行した。享保年間に西陣で大火があり、丹後織物の需要が伸びたのを機に、井本金七なる人物が磯で初めてちりめん業に着手したと伝えられる。1898年（明治31年）頃には養蚕も盛んに行われるようになった。1920年（大正9年）の時点で磯の村内に機屋は7戸あり、約50台の機が稼働していた。1927年（昭和2年）の北丹後地震後も機屋の戸数に変わりはない一方で機数は増え、宇川方面など村外から多くの女工が磯を訪れ、住み込みで働いた。1930年（昭和5年）頃には7戸共同の工場も静神社の東南の辺りに建設され、ドイツ製50馬力のエンジンを導入して下作業を行った。第二次世界大戦中には一時抑制されたものの、1955年（昭和30年）頃には貸機が増加、織物業者は岩戸景気を受けて、1959年（昭和34年）頃から1965年（昭和40年）頃にかけて急増した。

### 就業支援「季節保育所」
農繁期など、親の多忙により幼児が労働の妨げとなる時期に、寺院が託児所を開設して幼児を預かる奉仕活動は、網野町地域においては昭和戦前期には一般化していた。磯では、ワカメ刈りなどの農繁期を中心に、1937年（昭和12年）6月に磯尋常小学校内に季節託児所を、1968年（昭和43年）にも西方庵に季節保育所が開設された記録が残る。
1974年（昭和49年）9月7日、網野町は11月中旬までの期限で磯区に季節保育所を開設し、保母1人を配置、13人の未就学児が入所した。町として磯区に季節保育所を開設したのは初とみられる。

## 教育

### 磯小学校

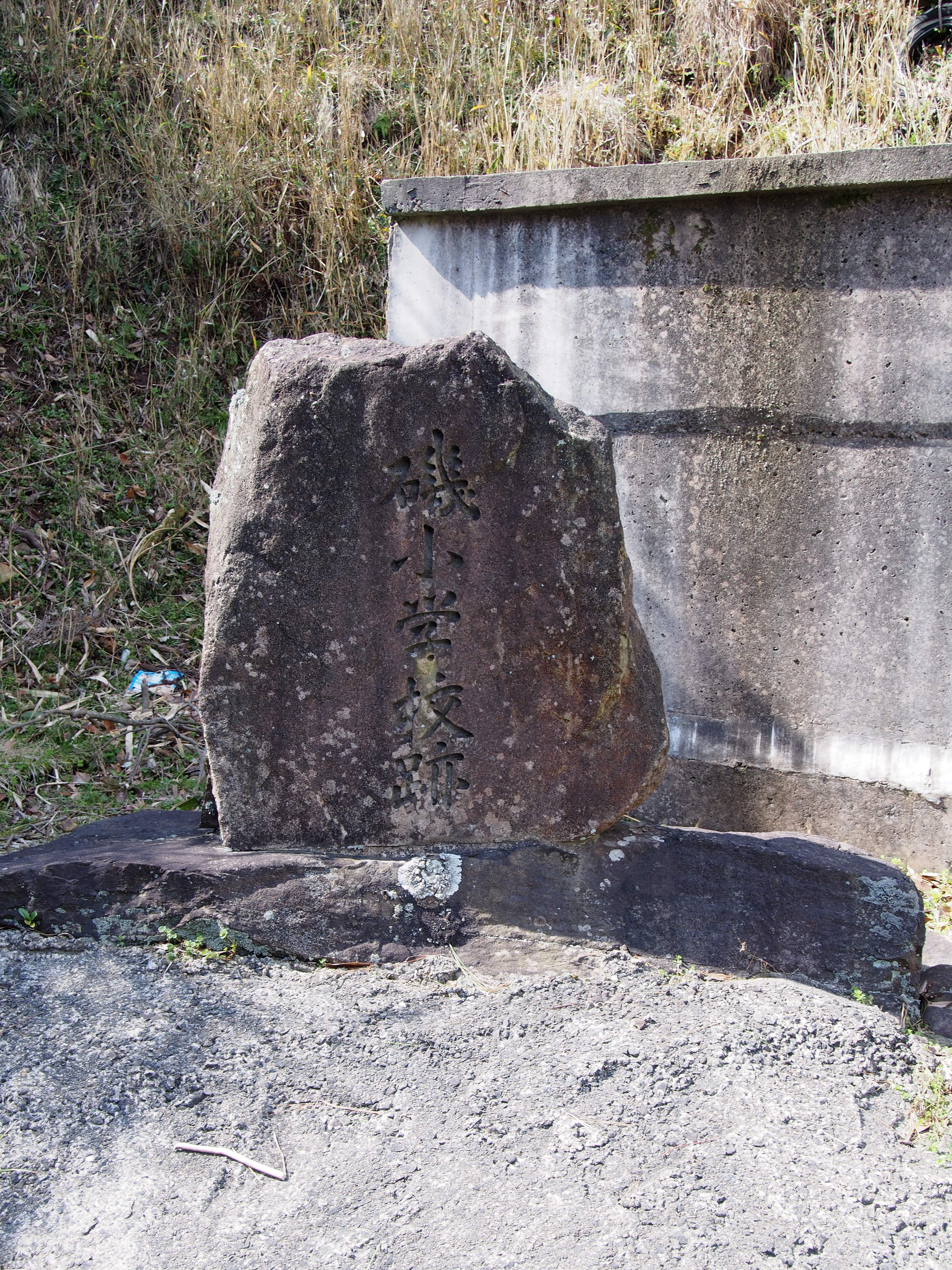
磯小学校跡地の碑

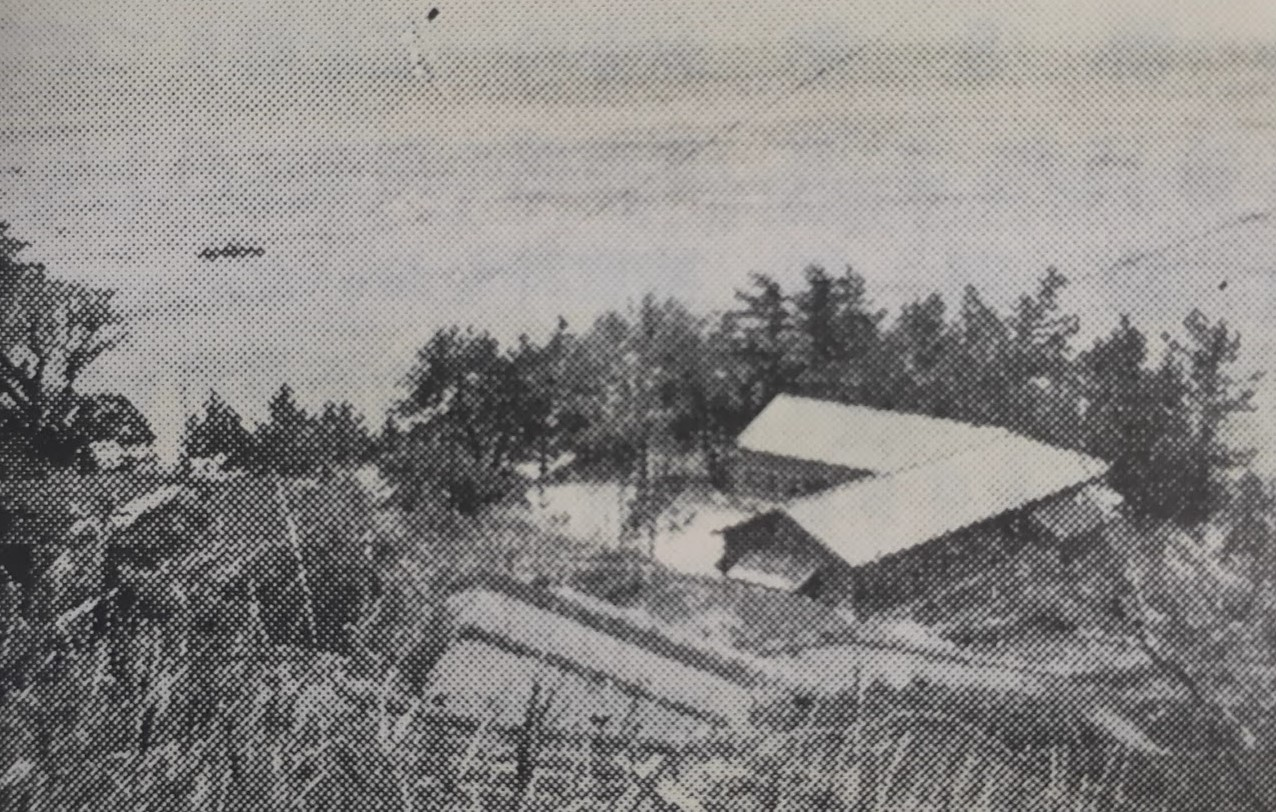
1960年の磯小学校

磯区民の教育、文化、親睦の拠点として親しまれてきた場所のひとつに、磯小学校がある。磯小学校は、1874年（明治7年）6月、西方庵の一室で開校し、当初は4年制の初等簡易科程度の授業を行った。学制発足当時、網野町地域では小学校の4割が、このような寺院を仮の校舎とした。1883年（明治16年）には2階建ての新校舎が完成した。巾6間、奥行4間、23坪5合の校舎の2階を教室とし、1階に教員室、体操場、物置、教員住宅を備えていた。1889年（明治22年）に磯尋常小学校と改名する。
1890年（明治23年）、学務委員の努力により、磯小学校の優秀な児童が高等教育を受けられるようにするための奨学金制度が発足する。この返済は出世払いとされた。1894年（明治27年）には貧困家庭の児童を対象に二部授業を開始するなど、磯の人々は教育を重視した。1915年（大正4年）には母姉会が結成され、青年会と共に、学習や文化の向上を図って盛んに活動した。小学校に必要な設備である放送機材、サイレン、映写機、ピアノなどの数々の備品は、いずれも磯区民の寄贈によって、1950年代から60年代にかけて整備された。
1927年（昭和2年）の北丹後地震では、運動場が破壊され、2棟あった校舎のうちの1棟が半壊した。そのため児童は、6月11日まで天幕で授業を受けた。校舎を新築するための費用は、磯の家庭1戸あたり百貫目以上の肥料草の刈り取りで稼いだ金額の半分を積立金とし、1929年（昭和4年）に再建された。
1958年（昭和33年）9月には磯小学校が京都府の僻地教育研究会の会場となり、3日間の会期中89名が参加し、宿泊した。
磯小学校は1983年（昭和58年）の学校統廃合で、旧網野小学校が2校に分離し新たに開校した網野北小学校に統合された。児童数の減少が、その理由である。3月30日に廃校式が行われ、109年の歴史に幕を閉じた。1971年（昭和46年）の時点で学級数4、教職員数5名。児童数は、1955年（昭和30年）時点で35名、1965年（昭和40年）時点で21名、1975年（昭和50年）時点で29名であった。
尋常小学校当時、6年間は磯尋常小学校で学べた磯の子ども達は、卒業後2年間の高等小学校は網野の校舎に通った。網野までは、平常時で40分、雪道では1時間かかった。雪が降ると、隣組から日役とよばれる1～2名が出て、網野までの通学路の雪を踏み固める「ミチフミ」をして、通学を助けた。
長年、寺子屋的な場として村の教育や保育に携わった寺院、西方庵は、20世紀末には無住となり、老朽化のため2006年（平成18年）4月に解体された。跡地は共同墓地となっている。

### 溝尻奨学賞

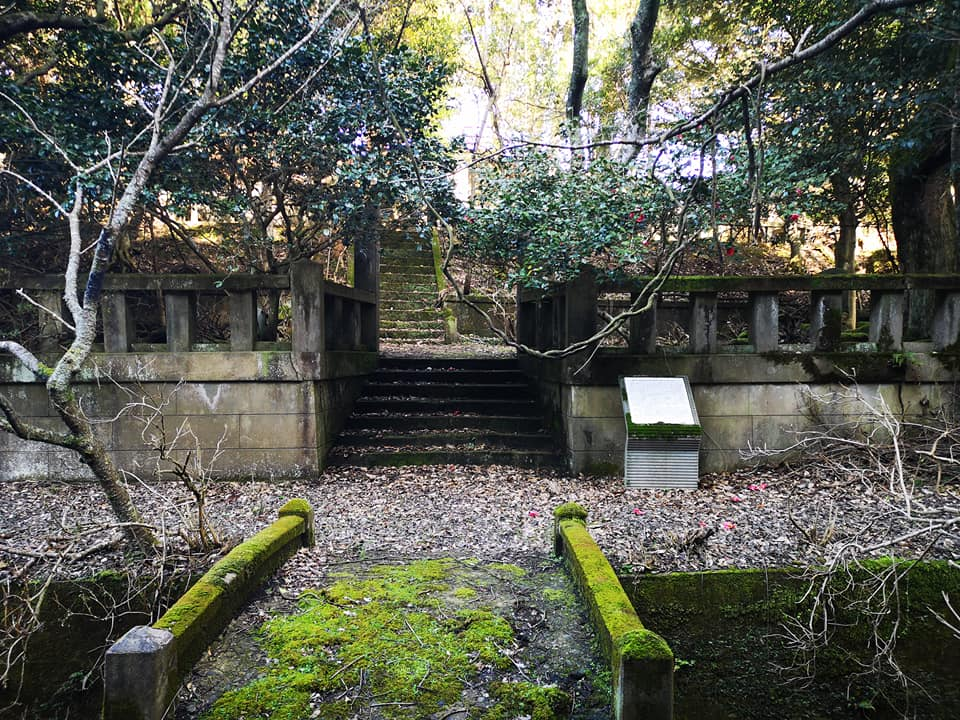
溝尻房蔵を顕彰した「光潤乃杜」

明治時代、磯小学校の奨学金制度により恩恵を受けた者の1人に、溝尻光学工業所の創始者・溝尻房蔵がいる。
溝尻は、貧しい家庭に育ち、高等教育を受けることは不可能と思われたが、磯小学校の奨学金制度によって東京物理学校を卒業。1916年（大正5年）5月、当時世界一の反射鏡と謳われたサーチライトを発明、のちに、世界初とされる太陽炉を開発した。
1925年（大正14年）5月、溝尻光学工業所を創業、第二次世界大戦中に自宅と会社のすべてを空襲によって失い、一時郷里の浜詰村に疎開するが、1947年（昭和22年）5月にはふたたび上京。東京大学の構内に溝尻研究所を設立する。
発明家・企業人として成功を収める一方で、溝尻は母校である磯小学校に「溝尻奨学賞」を設けて後輩の児童を激励した。この奨学賞は1929年（昭和4年）から第二次世界大戦末期の1944年（昭和19年）頃までの約15年間続けられた。溝尻は、磯小学校で講話をおこなったり、学校図書の充実や浜詰小学校の校門、浜詰村の施設建設等に多額の寄付を贈るなど、母校の教育支援を中心に郷土に大きく貢献した。
その功績をたたえ、磯の静神社の裏手の林に、「光潤の杜」が整備されている。

## 交通

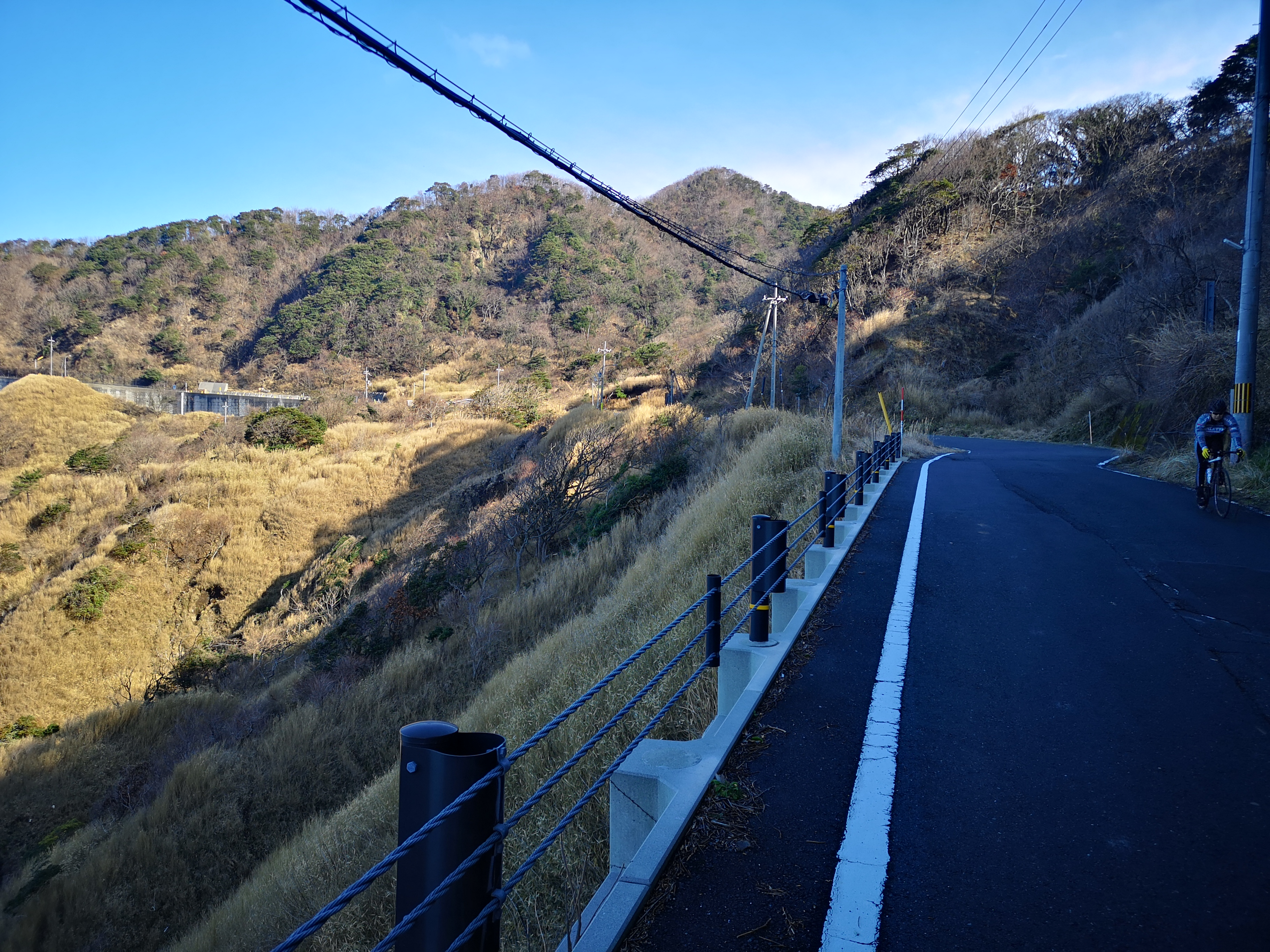
府道浅茂川-磯間

1959年（昭和34年）、府道浜詰網野線が認定される。この道路は、浜詰-塩江-磯-浅茂川-網野間の11.463キロメートルを示し、浜詰と網野で国道178号に結ばれている。しかし、磯は澤潔が「海岸にへばりつく鮑のような」と形容したとおり断崖の集落であったため、磯-塩江間の約2.4キロメートルは当初車両が通行できる道ではなく、昭和38年から昭和60年にかけておよそ四半世紀をかけて行われた改良工事により全線が開通した。さらに、磯-浅茂川間では平成元年に突角を取り除く工事が行われ、平成4年に磯地区内の幅2.7メートルの隘路550メートルを幅6メートルに拡幅する工事が行われた。
この拡幅工事では、人家が連なっている地域であったため家屋移転の必要があり、網野町は旧磯小学校の跡地を代替地として住民に提供、土地提供者の離村を防いだ。

## 名所旧跡

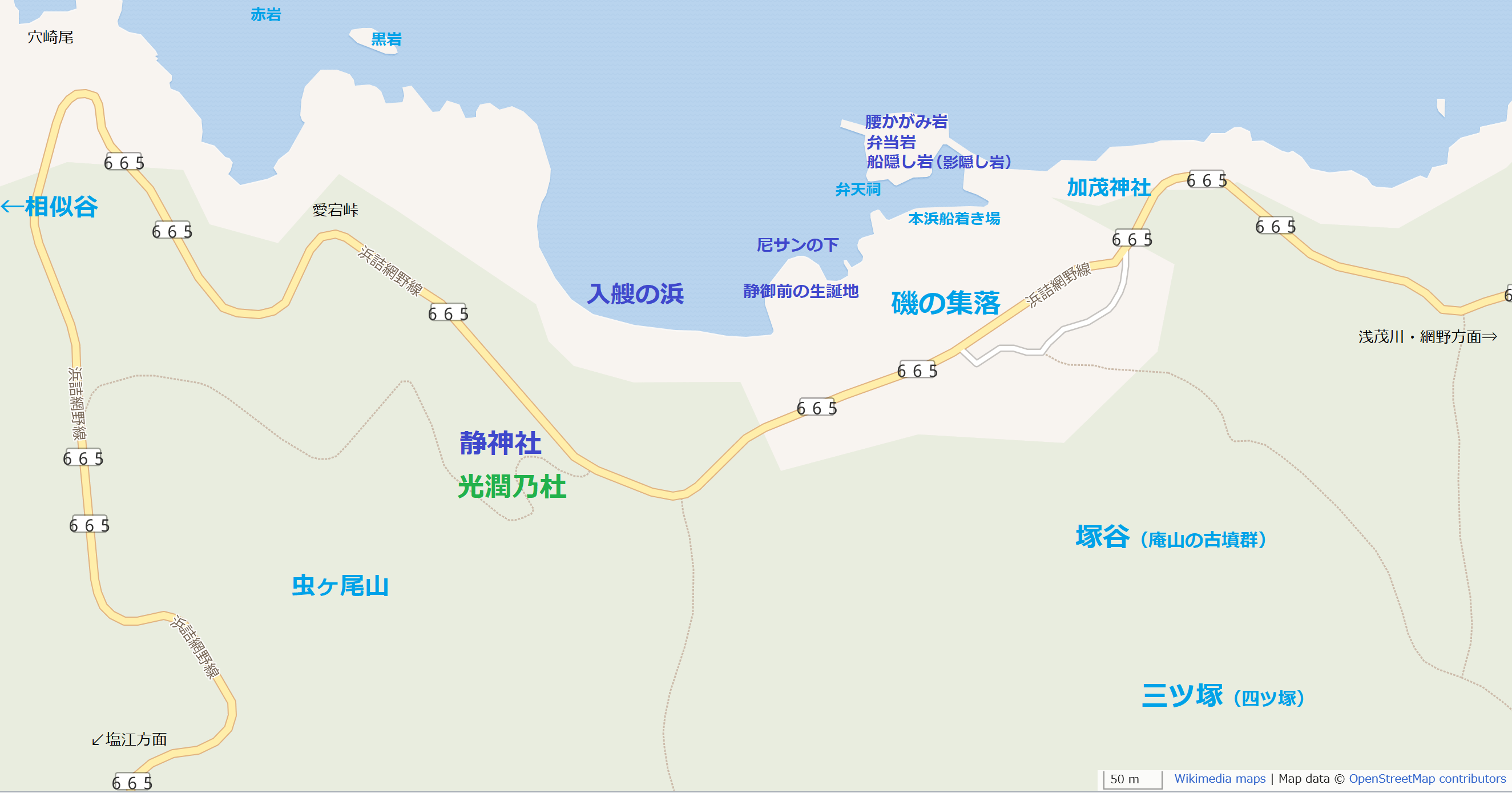
磯区 詳細

### 静御前にまつわる伝承地
磯では、鎌倉で源頼朝方に捕らえられ、子を殺された静御前は郷里に戻り、蝦夷に逃れた源義経が密かに静に会いに磯を訪れたとする説話があり、それにまつわる数々の旧跡が語り継がれている。

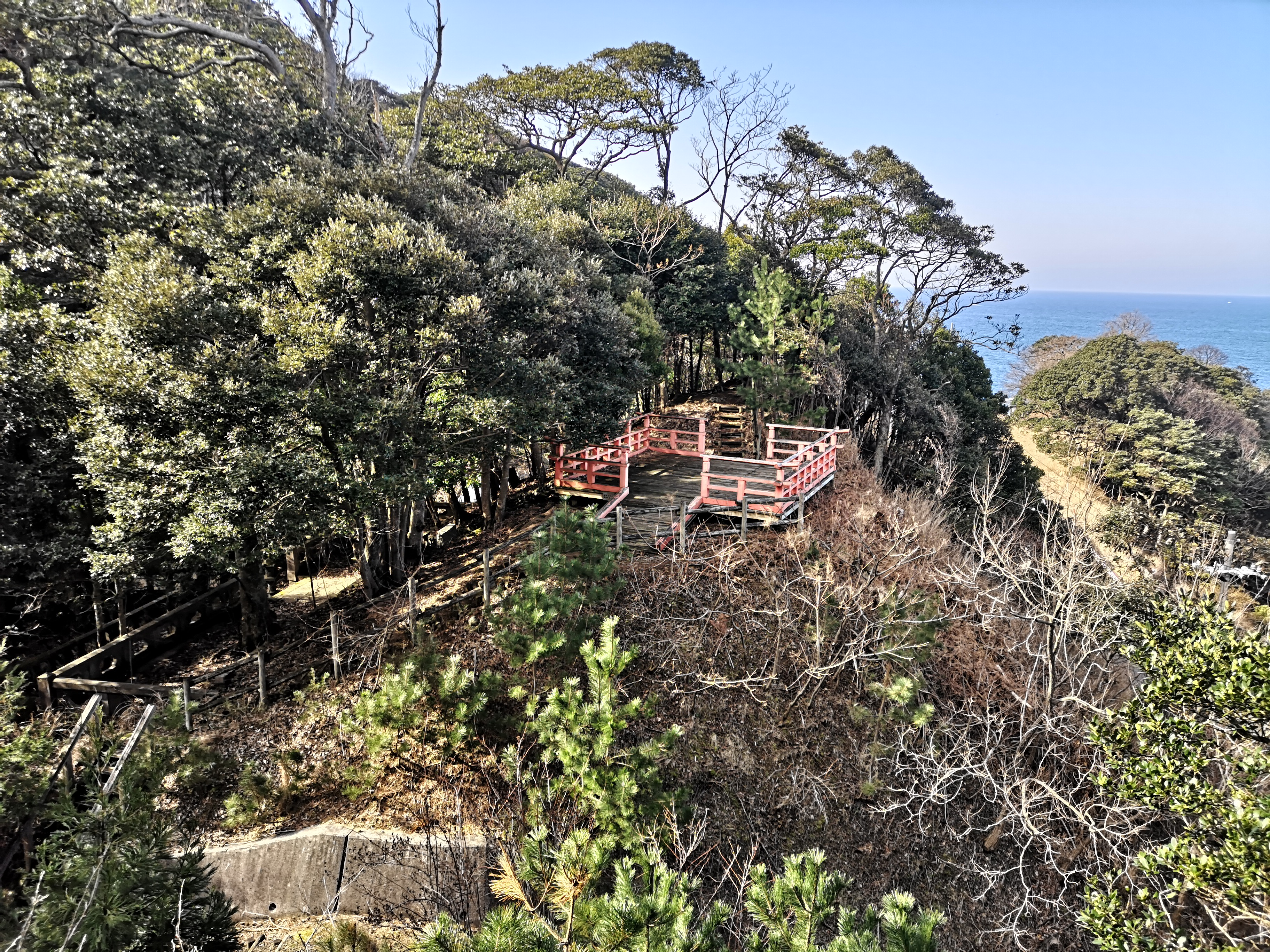
入艘の浜を見下ろす、磯の展望台

静神社
磯小字岡地小滝に鎮座する神社で、静御前こと静比女命（しずかひめのみこと）を祭神とする。静御前の十二単姿の木製立像を祀る。
静御前生誕の地
入艘の浜を西に見下ろす海沿いの段丘上にあり、静御前の生家のあった場所であるとして、生誕の地を示す碑が建てられている。かつてはこの場所に静神社があったが、北丹後地震で社殿と老松に被害があり、1931年（昭和6年）に現在地へ再建された。屋敷跡地のすぐ北側の浅瀬を「尼サンの下」とよぶ。
入艘（にそ）の浜
いくつかの横穴をもつ浜で、その横穴は古代人の住居跡と伝えられる。周辺からは、石器とみられる加工跡をもつ石が多数みつかっている。
静御前を訪ねて逃亡生活を続ける源義経が密かに磯にきた際に舟を着けた場所と伝えられる。「尼僧ヶ浜」とも記す。
弁当岩（べっとういわ）
逃亡中の義経が磯に来て静御前に会い、別れる時に2人で弁当を食べた場所であるとされる。
涙岩
束の間の再会の後、船で沖から去る義経を、静が泣きながら見送った場所であるという。「泣き別れ岩」とも称する
腰屈み岩
「涙岩」同様、静が義経の船を見送って泣き叫んだ場所であるとする。こちらを「泣き別れ岩」と称する資料もある。
爪剥ぎ岩
影隠し岩
逃亡生活の合間に磯を訪れた義経が、船を隠した岩とされる。
三ツ塚
静御前の遺愛の品を埋めた場所であるといわれ、磁器が出土している。「四ツ塚」ともよばれ、法丈ヶ成にある古墳を塚に見立てて名付けたと思われる。中世、この近くに室寺があり、その草庵で静御前と義経、子の親子3人が過ごしたといわれ、義経生存説を前提とした伝承地とされている。

### その他
沖の飛び岩
沖合500メートルほどのところ点在する、黒岩・赤岩・日照岩などと名付けられた岩石群。海が凪いでいる日は浮島のように、荒れている日は波を切りながら泳ぐ水鳥のようにみえるという。
黒岩には、1907年（明治40年）秋にはトドが現れたと記録されている。
赤岩には、赤味を帯びた老松が1本、盆栽のように聳える。幹の太さは大人の脚の太さほどで、樹高は2メートル前後。きわめて成長が遅く、樹齢は100年とも200年ともいわれる。

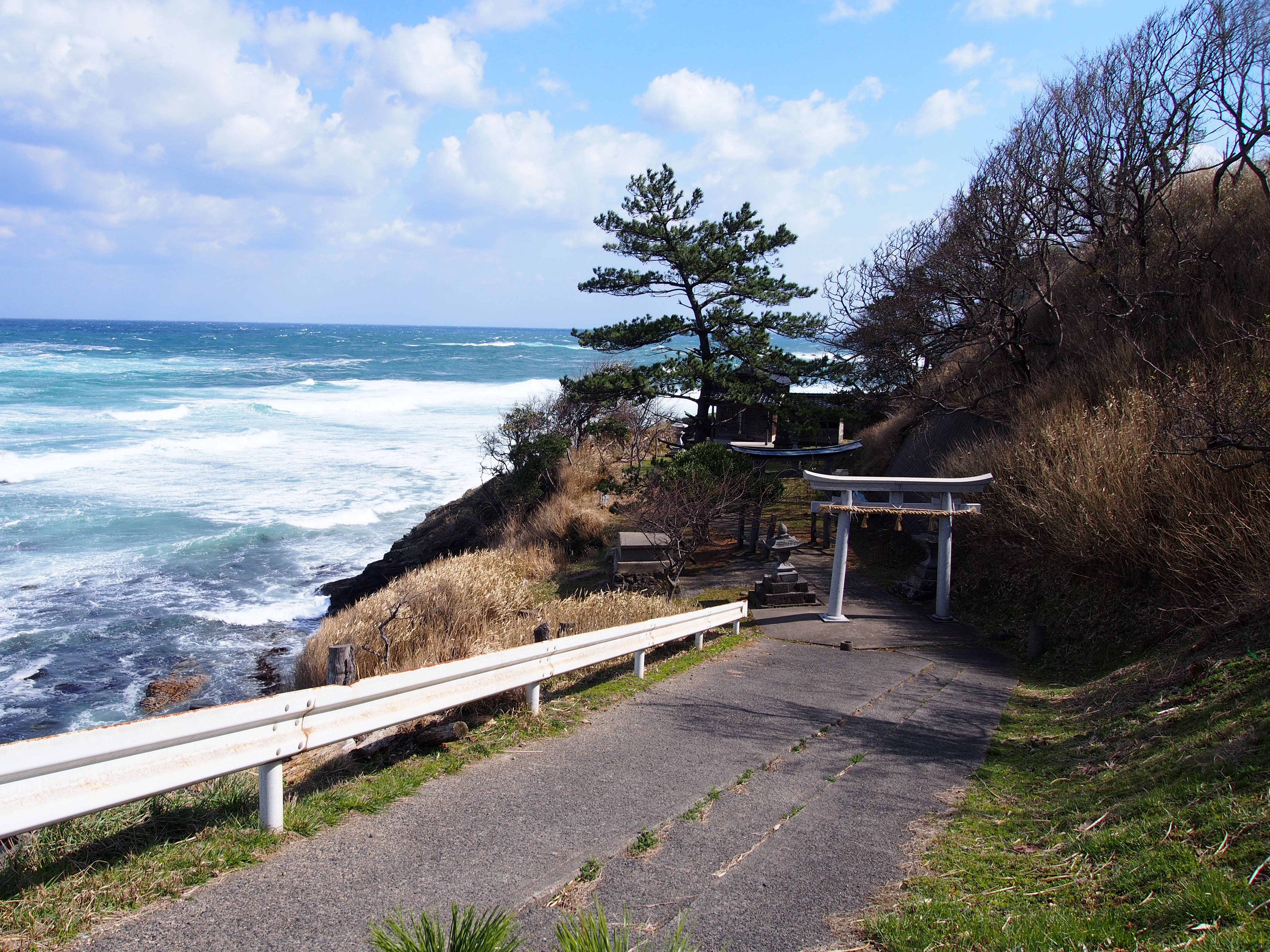
加茂神社
海岸付近の段丘上にある、磯区民の氏神である。創立年は不詳とされるが、1694年（元禄7年）には存在した記録があり、1871年（明治4年）に村社となっている。祭神は海を漂ってこの地に来たという口伝があり、大陸との関係が指摘される。10月9、10日に例祭をおこなう。
弁天祠
磯浜の湾内の岩に弁天祠を祀り、2月に漁師が赤い旗を立てる。
五石地蔵
道端にあり、地区の道祖神として信仰されたとみられる。1965年（昭和40年）3月、磯-塩江間の道路工事で移転された際、経文を書いた小石が地蔵の下から続出した。
地蔵祠は磯区内に3カ所あり、地蔵盆に祀りをおこなう。
庵山の古墳群
「三ツ塚」のある法丈ヶ成より、谷ひとつ集落寄りにある。庵山の尾根、南北に連なって3個の古墳があり、大きなもので径約18メートル。このほか墳墓とみられるものが全山に数十個あるとされる。そのため、庵山は「塚谷」とも称され、貝塚もあるとみられる。かつて庵山には湖水があったとみられるが、大地震の際に海側が崩落して枯渇した。「庵山が地鳴りしたら三つ塚を掘れ」との伝承が残る。

## 伝承
五色ケ浜の難破船
時代不詳。ある大しけの日に、磯の沖合を西へと流される屋形船があり、五色ヶ浜へ漂着した。中には立派な官女とみられる女性の死体があり、塩江村の者が触れようとすると皆、激しい腹痛を起こして遺体に触れない。ところが磯村の者が触れると変わったことはなかったため、磯村で手厚く葬ったという。
大蛸の足
倭寇の時代、磯の藤兵衛という十数人乗りの船主が沖合まで船を出していたある春の夜、波もないのに突然船が傾いたと思うと、得体の知れないものが船体に巻き付いていた。藤兵衛が刀で切りつけてみると、直径３尺もの大タコの足だったという。
空から魚降る
江戸時代末期、ある秋の日に磯の沖合に数条の竜巻が昇り、しばらくして滝のような雨とともに大量の鯖が空から降ってきた。村民は大騒ぎして喜んだという。
磯五郎地蔵
江戸時代末期、磯村の若者は他村の若者とともに冬には京都に酒造りにいくのが習わしであった。そのひとり、博打好きの磯五郎は勝負運に強い石地蔵を大切に持ち、京を往復する道中も背負って行き帰した。地蔵は磯五郎の死後、その墓地に置かれていたが、3代目磯五郎が寺に託し、寺で大切にされている。
磯の五兵衛
江戸時代末期から明治初期にかけて、磯村の若者は毎年京都に酒造りにいった。磯の五兵衛という若者は男前で力が強く、京スズメ達の人気者だった。ある年、五兵衛は京都で質の悪い侍と出くわし、危うく切り捨てられかけたが、平伏しながら侍の足許に近づいて侍の両足を剛力で引き倒し、逃げ帰ることが出来た。